# Benzidin-Umlagerung
Die Benzidin-Umlagerung oder Zinin-Benzidin-Umlagerung ist eine Namensreaktion in der Organischen Chemie. Entdeckt wurde sie 1863 von dem deutschen Chemiker August Wilhelm von Hofmann (1818–1892). Hofmann konnte zeigen, dass die bereits 1842 von Nikolai Nikolajewitsch Sinin beschriebene Synthese von Benzidin durch Reduktion von Azobenzol mit Ammoniumsulfid über Hydrazobenzol als Zwischenstufe verläuft.

## Übersichtsreaktion
Bei dieser Reaktion entsteht aus Hydrazobenzol (ein N,N'-Diarylhydrazin) in einer intramolekularen Umlagerung im stark sauren Milieu Benzidin (4,4'-Diaminobiphenyl).

## Reaktionsmechanismus
Im vorgeschlagenen Reaktionsmechanismus entsteht das gewünschte Benzidin 4:
Es wird angenommen, dass das Hydrazobenzol 1 unter saurer Katalyse zunächst doppelt protoniert wird, dabei entsteht das Dikation 2. Bei der Spaltung dieser –N–N-Bindung in 2 bildet sich ein π-komplexartiger Übergangszustand, in dem die Phenyl-Ringe untereinander in para-Stellung zu den Aminogruppen eine σ-Bindung knüpfen unter Bildung von 3. Es kommt also zu einer intramolekularen Umlagerung unter Entstehung des Dikations 3. Eine doppelte Deprotonierung von 3 mit anschließender Rearomatisierung führt zu Benzidin 4.

## Nebenprodukte
Bei dieser Reaktion entstehen u. a. folgende Nebenprodukte:

2,2′-Diamino-biphenyl
2,4′-Diamino-biphenyl
para-Semidin
ortho-Semidin